# Dimitra Pavlou
Dimitra Pavlou (griechisch Δήμητρα Παυλου, * 21. April 2004 in Athen) ist eine griechische Tennisspielerin.

## Karriere
Pavlou spielte bislang vorrangig Turniere der ITF Women’s World Tennis Tour, wo sie bislang vier Titel im Einzel und sieben im Doppel gewinnen konnte.
Bei den Australian Open 2022 verlor sie im Juniorinneneinzel bereits in der ersten Runde gegen Tijana Sretenović mit 0:6 und 6:76. Im Juniorinnendoppel erreichte sie mit ihrer Partnerin Michaela Laki das Achtelfinale.
Im Jahr 2021 spielte Pavlou erstmals für die griechische Fed-Cup-Mannschaft. Sie bestritt bislang ein Einzel und ein Doppel, die sie beide verlor.

## Turniersiege

### Einzel
| Nr. | Datum             | Turnier            | Kategorie | Belag | Finalgegnerin     | Ergebnis      |
| --- | ----------------- | ------------------ | --------- | ----- | ----------------- | ------------- |
| 1.  | 11. Juni 2023     | Kuršumlijska Banja | ITF W25   | Sand  | Cristina Dinu     | 6:3, 2:6, 6:4 |
| 2.  | 8. Oktober 2023   | Sibenik            | ITF W15   | Sand  | Jana Bojović      | 7:5, 6:4      |
| 3.  | 28. April 2024    | Kuršumlijska Banja | ITF W15   | Sand  | Anja Stanković    | 4:6, 6:3, 6:1 |
| 4.  | 24. November 2024 | Iraklio            | ITF W15   | Sand  | Sapfo Sakellaridi | 6:4, 6:4      |

### Doppel
| Nr. | Datum             | Turnier | Kategorie | Belag | Partnerin         | Finalgegnerinnen                        | Ergebnis          |
| --- | ----------------- | ------- | --------- | ----- | ----------------- | --------------------------------------- | ----------------- |
| 1.  | 20. November 2021 | Iraklio | ITF W15   | Sand  | Eleni Christofi   | Giorgia Pinto Risa Ushijima             | 6:3, 7:68         |
| 2.  | 14. Mai 2022      | Iraklio | ITF W15   | Sand  | Michaela Laki     | Franziska Sziedat Ivana Šebestová       | 6:4, 7:63         |
| 3.  | 13. August 2022   | Kairo   | ITF W15   | Sand  | Yasmin Ezzat      | Vanessa Ersöz Anastassija Poplawska     | 6:4, 2:6, [12:10] |
| 4.  | 20. August 2022   | Kairo   | ITF W15   | Sand  | Yasmin Ezzat      | Jelena Pridankina Jelisaweta Schebekina | 7:5, 6:3          |
| 5.  | 3. September 2022 | Kairo   | ITF W15   | Sand  | Yasmin Ezzat      | Mayuka Aikawa Gao Xinyu                 | 6:4, 6:4          |
| 6.  | 25. März 2023     | Iraklio | ITF W15   | Sand  | Eleni Christofi   | Anastasia Safta Lavinia Tănăsie         | 7:5, 6:2          |
| 7.  | 17. November 2024 | Iraklio | ITF W15   | Sand  | Sapfo Sakellaridi | Tilwith Di Girolami Patricija Paukštytė | 2:1r (Aufgabe)    |